# Eric Westerlind
Eric Olof Westerlind, född 24 januari 1924 i Bjästa, Nätra socken, Västernorrlands län, död där 23 november 1984, var en svensk målare, tecknare och folkskollärare.
Han var son till verkmästaren Petrus Westerlind och Kristina Nyberg och från 1953 gift med läraren Inga Pettersson. Westerlind var vid sidan av sitt arbete som lärare verksam som autodidakt konstnär. Separat ställde han bland annat ut i Örnsköldsvik, Umeå och Helsingborg. Hans konst består av figurer, porträtt, stilleben och landskapsskildringar utförda i olja.  